# María del Divino Corazón
La Beata María del Divino Corazón (Münster, 8 de septiembre de 1863-Oporto, 8 de junio de 1899), nacida Maria Droste zu Vischering, fue una personalidad de la alta nobleza alemana, religiosa de la Congregación de Nuestra Señora de la Caridad del Buen Pastor y madre superiora del Convento del Buen Pastor de Oporto, conocida por haber influido en el papa León XIII para que escribiera su encíclica Annum Sacrum del 25 de mayo de 1899 y consagrara todo el género humano al Sagrado Corazón de Jesús.

## Biografía

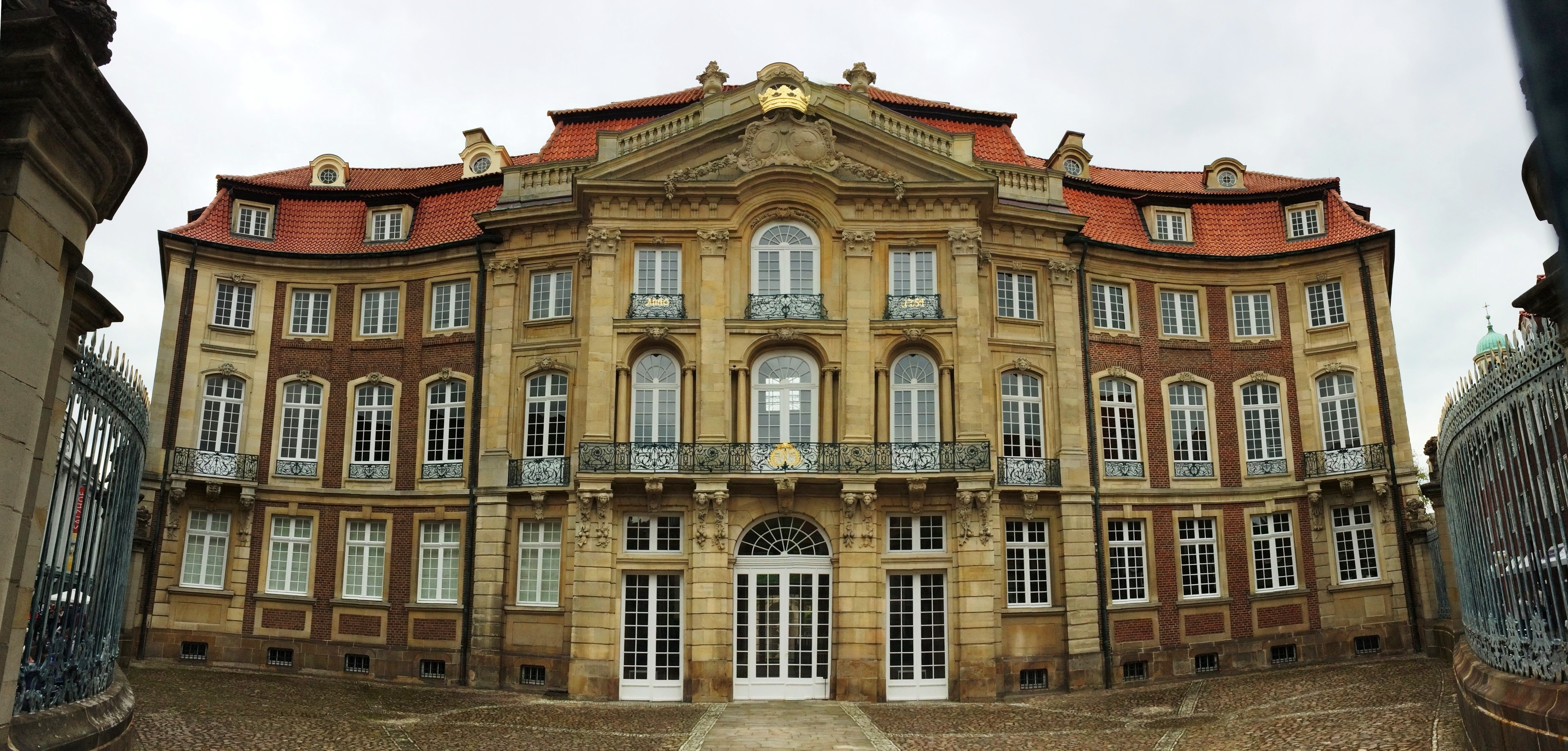
El palacio Erbdrostenhof (Münster).

### Nacimiento
Maria Anna Johanna Franziska Theresia Antonia Huberta Droste zu Vischering nació con su hermano mellizo Max el 8 de septiembre de 1863, Solemnidad de la Natividad de Nuestra Señora, en el Palacio Erbdrostenhof, en Münster, una ciudad situada en la región de Westfalia, Alemania, hija de una de las familias más nobles que se distinguía por su fidelidad a la Iglesia católica durante la persecución del Kulturkampf; sus padres fueron el conde Clemente Heidenreich Droste zu Vischering y la condesa Elena von Galen.
De salud muy frágil, con ciática en las rodillas, María Droste zu Vischering fue bautizada inmediatamente después de nacer; años más tarde, su madre le dijo que, en el día del nacimiento de sus dos hijos, experimentó un gran consuelo y alegría tan grande como nunca en toda su vida.

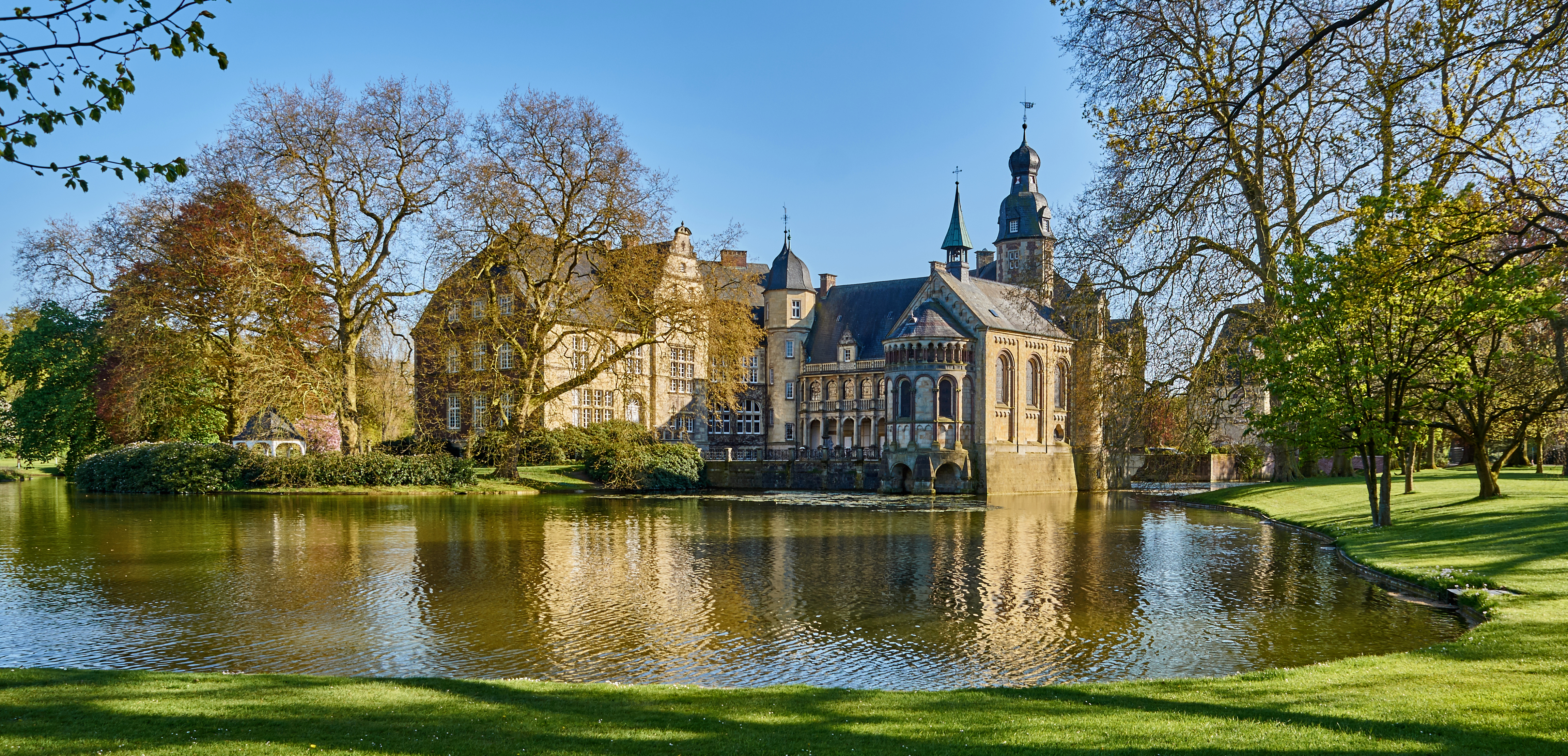
El palacio de Darfeld (Münster).

### Primeros años
María Droste zu Vischering pasó la infancia con su familia en el palacio de Darfeld. Desde muy temprana edad se sintió atraída por el Sagrado Corazón de Jesús, al cual veía desde pequeña. Era una excelente compositora e intérprete de piano. 
El 25 de abril de 1875, María Droste zu Vischering hizo, con su hermano mellizo Max, la Primera Comunión: "Esperé en ese día la gracia de la vocación religiosa, pero en vano...". Según ella, obtuvo esa gracia el 8 de julio del mismo año, pero solo después de recibir la Confirmación.
En 1878, sin embargo, María Droste zu Vischering escuchó un sermón sobre el pasaje bíblico que dice: "Amarás al Señor tu Dios con todo tu corazón y con toda tu alma" y reaccionó de la siguiente manera: "En ese momento pensé: ¡Tengo que llegar a ser religiosa! Hubiera preferido que mis oídos no lo hubieran escuchado, pero es imposible resistirse a la voz de Dios".
Durante la primavera de 1879, después de una primera experiencia de vida religiosa en el Internado de las Hermanas del Sagrado Corazón en Riedenburg, María Droste zu Vischering llegó a una conclusión: "[...] Empecé a entender que sin espíritu de sacrificio el amor al Corazón de Jesús es sólo una ilusión".

### Vida religiosa

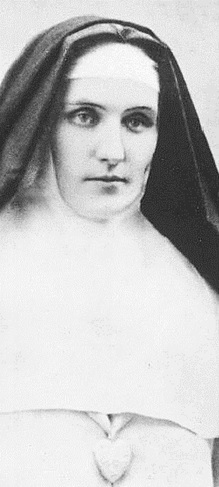
Retrato de Sor María del Divino Corazón Droste zu Vischering como Madre Superiora del Convento del Buen Pastor de Paranhos, Oporto, Portugal (1894).

En 1883, en la capilla del Castillo de Darfeld, María Droste zu Vischering manifestó haber oído en su interior una frase de Jesús: "Tú serás la esposa de Mi Corazón". El 5 de agosto de ese mismo año, mientras celebraba las Bodas de Plata del matrimonio de sus padres, María expresó su deseo definitivo de convertirse en religiosa y no duró mucho para que esto fuese una realidad.
En 1888, visitó con su madre el Hospital de Darfeld y allí encontró a una niña que había dado escándalo. María, superando su timidez y el disgusto de la madre, se acercó a la niña caída en desgracia. Se podría decir que esto fue su primer contacto con el carisma de las Hermanas del Buen Pastor. En la Iglesia Parroquial, poco tiempo después, manifestó haber percibido la voz de Jesús diciéndole: "Tienes que entrar en el Convento del Buen Pastor". María decidió entonces entrar en el noviciado del Convento del Buen Pastor de Münster.
Después de haber recibido el hábito blanco de la Congregación de Nuestra Señora de la Caridad del Buen Pastor – en el mismo día y en la misma hora que, en Francia, en el Carmelo de Lisieux, Teresa de Lisieux recibió el hábito religioso marrón (años más tarde se la conoció como santa Teresita del Niño Jesús) –, María Droste zu Vischering también recibió el nombre que se convertiría para ella en un programa de vida: Hermana María del Divino Corazón.
Las religiosas que estuvieron con ella cuentan que ella decía que se ofrecía por un gran profeta que vendría en el futuro, el cual dirigiría a un gran hombre que definiría el futuro de la humanidad, y también sería un gran profeta.
Ella también era muy unida a la ahora Beata Dina Bélanger, la cual, dice que se unían por medio del Corazón de Nuestro Señor Jesucristo, el cual compartían.
Sor María del Divino Corazón pasó sólo cinco años en Münster, pues la obediencia la llamó a una misión especial en Portugal para donde fue enviada inicialmente como asistente de la madre superiora del Convento del Buen Pastor de Lisboa. Entre los meses de febrero y mayo de 1894 permaneció en la capital portuguesa, pero pronto fue designada en su puesto definitivo como madre superiora del Convento de las Hermanas del Buen Pastor de Oporto.
Restauradora de la disciplina religiosa y muy exigente en la formación de sus hijas religiosas, sor María del Divino Corazón fue objeto de numerosos malentendidos por parte de la comunidad que se había acostumbrado a vivir entregada solamente a sí misma. La principal atención de la madre superiora, sin embargo, fue siempre para las jóvenes internas, prefiriendo las más pobres y desafortunadas.

### Consagración del Mundo al Sagrado Corazón de Jesús

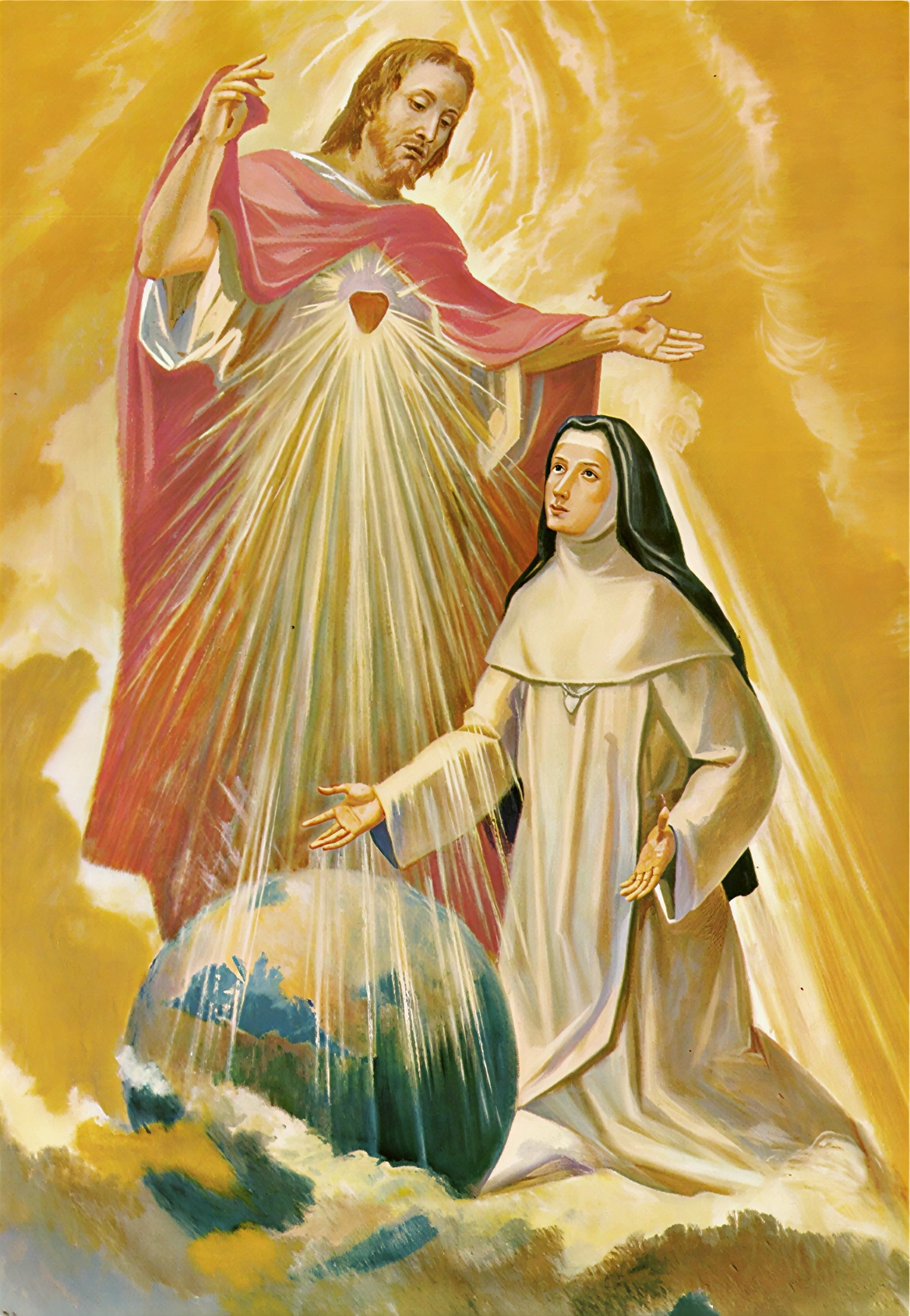
Pintura que representa la visión que Sor María del Divino Corazón tuvo con el Sagrado Corazón de Jesús a derramar Sus gracias sobre el Mundo.

Entre 1897 y 1898, la Madre María del Divino Corazón, de acuerdo con las peticiones que según sus palabras le reveló el mismo Jesucristo por medio de locuciones interiores, escribió al papa León XIII a pedir la consagración del género humano al Sagrado Corazón de Jesús. León XIII no sólo accedió a la petición, escribiendo su encíclica Annum sacrum del 25 de mayo de 1899 y consagrando todo el mundo al Sagrado Corazón, sino que además dijo que ese fue el mayor acto de su pontificado.

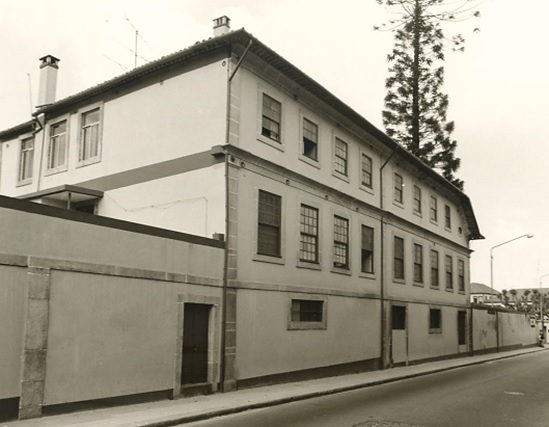
El Convento del Buen Pastor de Oporto.

### Muerte e incorruptibilidad

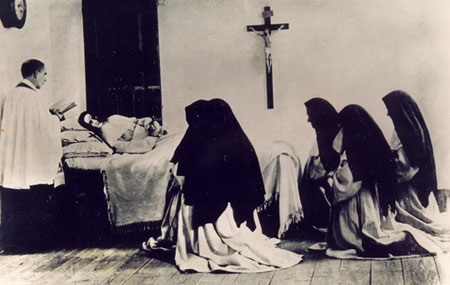
Fallecimiento de Sor María del Divino Corazón, condesa Droste zu Vischering, en el Convento del Buen Pastor de Oporto (1899).

Sor María del Divino Corazón murió en Oporto el 8 de junio de 1899 después de haber sufrido una parálisis durante tres años. Su cuerpo fue encontrado originalmente incorrupto cuando su primera exhumación y está actualmente expuesto a la veneración pública en la Iglesia del Sagrado Corazón de Jesús en Ermesinde, Portugal, cerca del Convento de las Hermanas del Buen Pastor de la misma localidad. También hay reliquias extraídas de su cuerpo y que están expuestas a la veneración en el Convento de las Hermanas del Buen Pastor de Oporto, Portugal, y una otra en la Capilla de los Confidentes de Jesús situada en el Santuario Nacional de Cristo Rey en Almada, cerca de Lisboa, Portugal.

### Decretos papales
En 1964, Sor María del Divino Corazón, condesa Droste zu Vischering, recibió oficialmente el título de Venerable por la Congregación para las Causas de los Santos.
El 1 de noviembre de 1975, solemnidad de Todos los Santos, fue beatificada por el Papa Paulo VI, justamente al cumplirse el tercer centenario de las revelaciones del Corazón de Jesús a Santa Margarita María Alacoque, al lado de la cual se distingue como apóstol de la misericordia del Corazón de Cristo.
En la actualidad, el Doctor Waldery Hilgeman es el postulador de la causa de canonización que está en curso.

## Promesas del Sagrado Corazón de Jesús
En sus revelaciones a Sor María del Divino Corazón Droste zu Vischering, Jesús le hizo dos grandes y prodigiosas promesas:

### Promesa de obtener gracias a través de Sor María del Divino Corazón

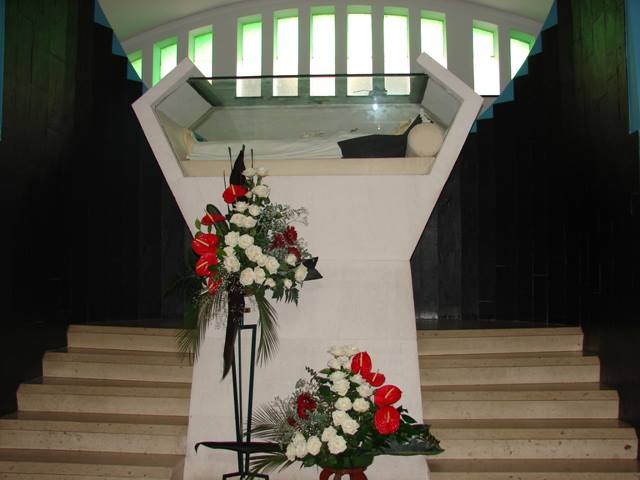
La tumba-relicario con los restos mortales de la Beata Sor María del Divino Corazón en la Iglesia del Corazón de Jesús, en Ermesinde.

«Queda sabiendo, Mí hija, que, de la caridad de Mi corazón, quiero bajar torrentes de gracias a través de tú corazón para el interior de los corazones de los demás. Esta es la razón por la que todos recurrirán con confianza a ti; no son tus cualidades, pero Yo mismo soy la causa de todo eso. Ninguna persona que se encuentre contigo va partir sin que sea de cualquier manera reconfortada, aliviada o santificada, o sin haber recibido alguna gracia, ni siquiera el pecador más empedernido... por lo que sólo depende del mismo, el aprovechar de estas gracias.»

### Promesa de obtener gracias en laIglesia del Sagrado Corazón de Jesús

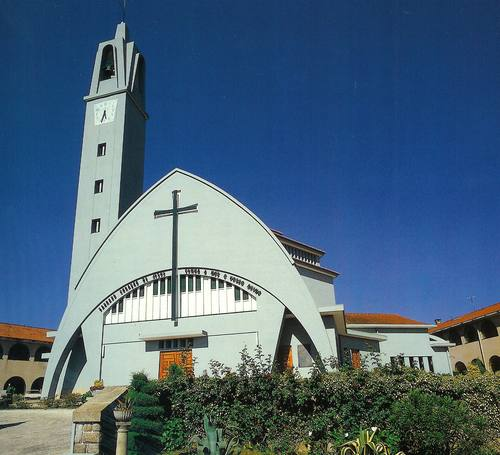
La Iglesia del Sagrado Corazón de Jesús en Ermesinde, Portugal.

«Hace mucho tiempo, como ustedes lo saben, que es mi deseo construir sobre el terreno del Buen Pastor una Iglesia. Indecisa acerca de la invocación de la misma, oré y consulté mucha gente pero sin llegar a ninguna conclusión. El primer viernes de este mes, yo pedí al Señor alguna luz sobre este tema. Después de la Santa Comunión, Él me dijo: "- Yo quiero que la Iglesia sea consagrada a Mi Corazón. Debes erigir aquí un lugar de reparación; por Mi parte, será un lugar de gracias. Distribuiré copiosamente gracias a todos los habitantes de esta casa [el Convento], a los que en ella viven, a los que en ella vivirán y incluso a las personas de sus relaciones". Después Él me dijo que quería esta Iglesia, sobre todo, como un lugar de reparación por los sacrilegios y para obtener gracias para el clero.»